# Tacuaral Lake
Tacuaral Lake är en sjö i Bolivia.   Den ligger i departementet Beni, i den nordvästra delen av landet, 600 km norr om huvudstaden Sucre. Tacuaral Lake ligger 170 meter över havet. Arean är 16,7 kvadratkilometer.
I omgivningarna runt Tacuaral Lake växer i huvudsak städsegrön lövskog. Runt Tacuaral Lake är det mycket glesbefolkat, med 2 invånare per kvadratkilometer.